# 武先生
《武先生》（又作《吴先生》）是由威廉·奈导演、朗·钱尼等主演的一部美国默片，于1927年发行。
该片改编自舞台剧，剧本由哈里·沃农（Harry M. Vernon）与哈罗德·欧文创作。该剧最初于1913年在伦敦上演，次年起开始在百老汇演出。
本片讲述了一位中国官员武先生（由朗·钱尼饰演）的女儿（由蕾妮·阿多莉饰演）与一位英国公子（由拉尔夫·福布斯饰演）之间跨种族恋情引发的一系列故事。

## 演员
- 朗·钱尼 饰 武先生（Mr. Wu）
- 露易丝·德莱瑟（英语：Louise Dresser） 饰 格雷戈里夫人（Mrs. Gregory）
- 蕾妮·阿多莉（英语：Renée Adorée） 饰 武若萍（Wu Nang Ping）
- 福尔摩斯·赫伯特（英语：Holmes Herbert） 饰 格雷戈里先生（Mr. Gregory）
- 拉尔夫·福布斯（英语：Ralph Forbes） 饰 巴兹尔·格雷戈里（Basil Gregory）
- 格特鲁德·奥姆斯特德（英语：Gertrude Olmstead） 饰 希尔达·格雷戈里（Hilda Gregory）
- Wong Wing 饰 Ah Wong
- 克劳德金（英语：Claude King (English actor)） 饰 詹姆斯·缪尔（Mr. James Muir）
- 桑尼·洛伊（Sonny Loy） 饰 小武（Little Wu）
- 黄柳霜 饰 柳桑（Loo Song）
- Toshia Mori 饰 若萍的朋友